# Zjednoczenie Litwinów Niemieckich
Zjednoczenie Litwinów Niemieckich (niem. Vereinigung der Litauer Deutschlands, VLD, lit. Vokietijos lietuvių susivienijimo, VLS) – organizacja społeczna zrzeszająca Litwinów-obywateli Niemiec mieszkających w Prusach Wschodnich, powstała w 1923 roku i istniejąca do 1940 roku.
Zjednoczenie powstało na bazie Zjednoczenia Litwinów Pruskich w 1923 roku. Jego prezesem został Enzys Jagomastas, w skład zarządu weszli M. Bannatis, E. Saunus. M. Buzkys i M. Reidies. 2 października 1925 roku organizacja zgłosiła akces do tworzonego przez Związek Polaków w Niemczech Związku Mniejszości Narodowych. Na konferencji w Genewie w 1925 roku Zjednoczenie reprezentował działacz duński ze Szlezwiku Juliusz Bogensee. Organizacja pielęgnowała bliskie związki z Prusko-Litewską Partią Ludową.
Przy Zjednoczeniu afiliowane były litewskie organizacje społeczne:
- Litewski Związek Śpiewaczy
- Litewski Związek Kobiet
- Litewski Związek Cyklistów
- Litewski Związek Robotników
- Litewski Związek Prasowy

Oblicza się, że Zjednoczenie liczyło w 1930 roku ok. 2 tys. członków w rejencjach gąbińskiej i królewieckiej. Od końca lat dwudziestych w łonie organizacji powstały pęknięcia związane z przyjęciem różnej taktyki wobec państwa niemieckiego – za lojalną współpracą z Rzeszą opowiadał się m.in. Vydunas, który wbrew stanowisku Zjednoczenia i PLPL wystąpił na kongresie mniejszości narodowych w Genewie, za twardszym kursem wobec Berlina występowali z kolei działacze skupieni wokół Enzysa Jagomastasa i jego córki Anity, Henryka Saunisa i Vilhelmasa Mačiulaitisa.